# Pseudohamelia
Pseudohamelia là một chi thực vật có hoa trong họ Thiến thảo (Rubiaceae).

## Loài
Chi Pseudohamelia gồm các loài: